# ميلودراما (ألبوم)
ميلودراما (بالإنجليزية: Melodrama) هو الألبوم الثاني للمغنية وكاتبة الأغاني النيوزلندية لورد الذي صدر في 16 يونيو 2017 من قبل شركتي التسجيلات الموسيقية لافا و ريبابليك ريكوردز .
بعد توقفها ثلاث سنوات منذ إصدار ألبومها البطلة النقيةعادت إلينا بمرحلة جديدة من ألبوم آخر يُجسد مجموعة من اللحظات والأفكار والنقوش القصيره عنها، وبعض من تجاربها.

## تعليل تسمية الألبوم
ما معنى ميلودراما ولماذا لورد إختارت هذا الأسم ميلودراما أو المشجاة باللغة العربية هي ذلك النوع من التمثيليات المسرحية المصحوبة بالموسيقى والتي تزخر بالحوادث المثيرة وتتسمّ بالمبالغة في التعبير عن العواطف والإنفعالات المؤثرة. يستخدم هذا المصطلح للإشارة إلى مسرحية، فيلم، أو اي عمل تمثيلي متعلق بالإستدراك المبالغ للمشاعر والأفعال.
غلاف ألبوم ميلودراما لوحة من رسم الفنان التشكيلي سام ماكينيس، رسم لوحة زرقاء مُضاءة لـ لورد تحملّ الكثير من الإشعاعات الإبداعية.
سام عن لورد عبر مقابلة صحافية: ” كتبت ليً ملاحظة لطيفة ودافئة كيف أنها تحب لوحاتي كثيراً عبر الإيميل”، “تقابلنا لشرب القهوة وتحدثنا كثيراً، طلبت منيِ خلق نوع من الألوان الممزوجة، إستمعت إلى عروض لأغانيها في وقتٍ مبكر! لا سيّما إننا نخوض معاً نفس التجارب والأذواق.”
سبب تسمية لورد لألبومها! أجابت: “إنه إشارة إلى أنواع العواطف التي واجهتها عندما كنت بعمر الـ ١٩ و ٢٠، كانت سنتين مكثفة بالنسبة ليٌ، كل ما كنت أشعر بأي شعور سواء أضحك، أبكي، أرقص، أُحب، كل إحساس منهم يشعرك بمشاعر مُهيجة. لديّ أيضاً حُب المسرح والرسم.”
ألبوم ميلودراما ألبوم مترابط، على الرغم إنه كُتب في أعقاب إنفصال لورد عن صديقها جيمس لويّ إلّا أنه ليس ألبوم الإنهيار، إعتمد الألبوم على تجارب لورد وإعتمد على تنوّع المزاجات لمحاولة إلتقاط مشاعر ناقصة لتكتشف لورد نفسها ولتبديد حريتها الإبداعية، لا يُنظر إليه على أنه مجموعة من الأغاني فقط! بل يُنظر إليه وكأنه رحلة تأخذك إلى عوالم أخرى.
تحدثت لورد عن تجربة صناعة ميلودراما، قضتّ الكثير من وقتها لوحدها وأدركت أن لديها مشاعر خطيرة جداً فكانت بحاجة إلى الخروج على حدّ قولها! إنتقلت من منزل والديها في نيوزيلاندا قررت لورد أن تختار متعاون جديد في ألبومها بدلاً من المنتج جويل ليتل الذي أنتج ألبومها PH كيّ تتجاوز محتوى ألبومها الأول، وإلتحقت بالعمل مع الكاتب جاك انتونوف، بقولها “كان الشخص المثالي للقيام بذلك”.
أمضتّ لورد شهور طويلة بالعمل على ألبومها مع جاك في شقته ببروكلين الذي يعيش فيها مع صديقته لينا دونهام، تحدثت لورد عن تلك الأيام ” أحب هذه العائلة، تلك الشقة، كنت أشعر وكأنني طفلهم “.
إستلهمت لورد ألبومها من سماع محادثات الغرباء في مدينة نيويورك، سواء كانت المحادثه قصيرة أو ناقصة المعنى تجعل هذه الأحداث تدور في عقلها لساعات، قامت بالإستماع إلى الموسيقى من خلال سماعات الأذن الرخيصة بمترو الأنفاق بالمدينة، أرادت أن تفهم كيف ستبدوّ الموسيقى في الحياة اليومية. تتناول العشاء بالقرب من دائرة كولومبوس قضتّ لورد حوالي ٤ أشهر هناك في العام الماضي مع جهاز الكمبيوتر المحمول الخاص بها، والإستماع إلى العروض وكتابة الأغاني لساعات متواصلة.

## أغاني الألبوم
- The Louvre قصة حُبٍ جميلة تستحق فعلاً زاوية في متحف اللوڤر.[1]
- Hard Feelings / Loveless تتحدث عن نمو الحُب في المشاعر الصعبة، بالقسم الأول تدرك أن العلاقة لا مستقبل لها، وبالقسم الثاني تصف مشاعرها بعد الإنفصال.
- Liability & Liability Reprise أقوى أغاني الألبوم لا سيّما إنها أول أغنية كتبتها وأنتجتها، حيث قالت لورد عنها “لو أنني حصلت على هذه الأغنية بالخامسه عشر من عمري ربما من الممكن أن تجسدني”، عزف البيانو العاطفي فيها يعبرّ عن إستسلام القلب.
- Supercut مقاطع ڤيديو قصيره تحتوي على ذكريات موّلعه بوقتهم معاً، تعترف لورد بأن هذه الصور السعيدة هي فقط لإعادة نفسها “كنت أشعر بها، عندما جعلت الموسيقى كالطفل أحسّست أن البكاء قد يكون نوع من الإغاثة”.
- Homemade Dynamite الغوص في مشاعر جديدة مع شخص جديد وسلسلة من الأحداث مع وجود جانب مظلم.
- Sober & Sober II أغنيتان مليئتان بالمعارك والعنف، تعطينا نظرة على الأجزاء السيئة من الحفلات والكحول، عدم الثقة واليأس، صوت الهمس “Night, midnight, lose my mind” هو مجرد صوت جاك انتونوف، أضافته لورد كنوع من الإزدهار الدرامي الذي كانت بحاجة إليه.
- Perfect Places : تحدثت لورد عن قصة هذه الأغنية “كنت أعيش في نيويورك خلال فصل الصيف من العام الماضي ريثما كنت أكتب ميلودراما، وكنت أركب جسر بروكلين كل يوم، أقمت في وسط المدينة وكانت الحرارة عالية، ثم أعود إلى موطني في فصل الشتاء بـنيوزيلندا، كانت حياتي غريبة صغيرة، لم أتمكن من التخلص من شعور بأن الجميع الذين عرفتهم أو رأيتهم يبحثون عن شيء ما، تأتي هذه الأغنية من تلك الدورة التي لا نهاية لها من المساء والحرارة العنيفة بالصيف، أستغرقت مني وقتاً طويلاً جدا للحصول عليها، إنها قريبة من قلبي”.
- Green Light تشعر بالتحدي والأثارة، نوع من النفور والتغيير في حياتك، كانت لورد عصبيه ومتوترة في فترة ما قبل إطلاق الأغنية بقولها: “لم أستطع الخروج من السرير كان من الصعب جداً الوصول إلى هذه اللحظة”.
- Writer In The Dark أخر أغنية سجلتها لورد بالألبوم قالت عنها ” شعرت إنني أتحدث فيها إلى شخصٍ ما “.

## روابط خارجية
- ميلودراما على موقع أول موفي (الإنجليزية)
- ميلودراما على موقع الموسوعة البريطانية (الإنجليزية)
- ميلودراما على موقع ميوزك برينز(الإنجليزية)